# Ел Монти (Калифорнија)
Ел Монти (енгл. El Monte) град је у америчкој савезној држави Калифорнија. По попису становништва из 2010. у њему је живело 113.475 становника.

## Демографија
Према попису становништва из 2010. у граду је живело 113.475 становника, што је 2.490 (2,1%) становника мање него 2000. године.
|                   | 2010.            | 2000.            |
| Укупно            | 113 475 (100,0%) | 115 965 (100,0%) |
| Хиспаноамериканци | 78 317 (69,02%)  | 83 945 (72,39%)  |
| Азијати           | 28 503 (25,12%)  | 21 465 (18,51%)  |
| Белци             | 5 556 (4,896%)   | 8 542 (7,366%)   |
| Остали            | 1 019 (0,898%)   | 1 124 (0,969%)   |
| Афроамериканци    | 80 (0,071%)      | 889 (0,767%)     |